# Аполон
Аполон (грч. Απολλων), или Апелон (грч. Απελλων) или Фоибос (стгрч. Φοιβος), један је од олимпских богова из старогрчке и римске религије. Аполон је бог стреличарства, музике, игре, истине и пророчанства, исцељења и болести, Сунца и светлости, поезије и многих још ствари. Један је од најважнијих и најкомплекснијих грчких богова. Син је Зевса и Лете, као и брат близанац Артемиде, богиње лова. Виђен је као најлепши бог и идеал здравог, складно развијеног и лепог младића, кога су Хелени звали курос. Аполон је познат и у етрурској митологији, која је била под утицајем хеленске, под именом Аплу.
Као божански заштитник Делфа (Apollo Pythios), Аполон се сматра пророчанским богом пророчишта у Делфима. Аполон је бог који пружа помоћ и одбија зло, због тога га често називају „одвратником зла”. Делфски Аполон је заштитник морепловаца, странаца и заштитник бегунаца и избеглица.
Медицина и исцељења су такође повезана са Аполоном било да је он помагао сам или је посредовао преко његовог сина Асклепија. Он је избављао људе од епидемија али је у исто време био и бог који са својим стрелама могао донети лоше здравље и смртоносну кугу.
Касније је у римској митологији постаје Аполон Хелиос и поистовећује се са сунцем, односно божанством Сол. Епитет му је Феб.

## Порекло и етимологија
За порекло имена Аполон се верује да је из прехеленског доба. Мада Плутарх има објашњење да Аполон означава једно као супротност мноштву, док Хесикијус тражи порекло у дорској речи απελλα што наводи на скупност, саборност и треба да означава хеленску државност. Међутим, многи виде још у божанству прехеленског доба Апалунашу (поштованог међу Хиксима у Малој Азији) претка Аполона. Ово је занимљиво стога што се зна да је у Пергу био храм посвећен овом божанству, мада се у неким таблицама с клинастим писмом наводи и град Вилус, за који су неки историчари склони да тврде да представља управо хеленски Илион (Троју).
Име Аполон — за разлику од сродног старијег имена Пеан — се углавном не налази у текстовима Линеара Б (микенски грчки), иако постоји могућа потврда у лакунозном облику ]pe-rjo-[ (Линеар Б: ]𐀟𐁊-[) на КН Е 842 плочи.
Аполоново грчко име можда је изведено из прехеленске сложенице Апо-оллон повезане са архаичним глаголом 'Апо-елл- који је дословно некад значио „онај који се прегиба”, односно „онај који тера” — Аполон је терао зло, болести и несклад.
Плутарх пише да поллон значи „много”, а према томе Аполлон је негација мноштва.
Хесихије повезује име са дорским απελλα (apella) — „скупштина”, тако да би и Аполон могао бити Бог политичког живота.
По другом тумачењу, Аполон је од глагола ἀπόλλυμι (аполими) што значи уништити.

## Карактеристике
Аполон је бог медицине, лечења и стрељаштва, али и носилац смртне почасти. Такође је био и бог пророчанства и колонизације. Вођа је Муза (Apollon Musagetes) те притом и бог музике и поезије. Певале су му се химне зване пеани. Био је заштитник бројних пророчишта и храмова, а посебно се истичу Делфи и Делос. После је преузео и идентитет Хелија као бог сунца (Apollon Helios).
Људи су га поштовали јер је био бог светлости и Сунца без чега живот не би био могућ, а такође и зато што је био бог склада и лепоте, који чине живот смисленим. Идеал је грчког „куроса”, складног, развијеног и лепог младића. Аполон је штитио људе, лечио их, бринуо се за њих, награђивао добро и кажњавао зло. Био је и бог стрељаштва, а његове стреле никад нису промашиле мету, поготово кад су кажњавале зло и носиле кугу. Био је и бог пророчанства у којима је људима објављивао Зевсову вољу преко пророчица, посебно Питије и Сибиле.
Свете Аполонове животиње:
- лабуд (пре него што је био рођен, поток је био окружен лабудовима)
- скакавац (симбол песме)
- врана (дојавила му је превару његове љубавнице Короне)
- змија (симбол пророчанства и лекара)
- грифон — митолошка створења са изгледом лава и орла
- вук
- делфин
- соко
- гавран
- миш

Аполонови атрибути:
- лук и стреле
- лира или китара (симбол бога уметности)
- ловоров венац
- троножац као симбол његових пророчанских моћи.

Аполон је често био симбол склада, поготово у литератури, а био је и контраст Дионису.

## Хеленски Аполон
Припада другој генерацији богова са Олимпа, јер је син Зевса и Лете, као и његова сестра близнакиња Артемида. Аполон је био прелепи бог, висок, складно грађен и бујне косе, и због тога је имао много љубавних авантура, како са Нимфама, тако и са обичним смртницама. Једном је заволио кћерку бога Пенеја, Дафне. Међутим она му љубав никако није узвраћала, већ је, пошто је бог стално прогањао, замолила оца да је у нешто претвори, како би се спасила. Тако и би. Нимфа је претворена у биљку ловор, биљку која је од онда посвећена Аполону.
Аполон је био и бог ратник, веома вешт стрелац, који је могао све стреле да добаци јако далеко. Људи су прекомерно обожавали, по разним храмовима и пророчиштвима, на такмичењима и жртвовањима. Постао је религијски симбол како у уметности, тако и у раду. Шта више, неки га сматрају Питагориним оцем.

## Митологија

### Рођење
Када је богиња Хера сазнала да Лета носи децу њеног мужа Зевса, била је бесна и љубоморна те се одлучила да се освети тако што није допустила Лети да остане на чврстој земљи (копну или острву) и Лета је била присиљена где ће се породити. Док ју је гонила змија Питон са главом змајa коју је на њу послала Хера, Лета је наишла на новостворено острво Дел које је плутало на води и није било ни копно ни острво, а био је окружен лабудовима. Кад је крочила на њу, две су стене изрониле из морских дубина; једна је зауставила кретање острва, а друга је стала змији на пут. Затим је Лета на гори кинту родила близанце — сина Аполона и ћерку Артемиду. После је Зевс приковао Дел за дно океанa да више не плута, а острво је постало посвећено Аполону.
Хера је отела Илитију, богињу рађања, да би спречила Лету од порођаја. Остали су богови преварили Херу тако што су јој понудили огрлицу од јантара дугачку 8 m, а богиња је успела да побегне. Легенда каже да је Артемида рођена прва, а потом да је помогла мајци да роди њеног брата Аполона. Аполон је рођен на седми дан месеца Таргелиона, те су седми и двадесети дан тог месеца после били њему посвећени.

### Живот
Када је Аполон одрастао, верни пријатељи су му били златна лира и сребрни лук. Кренуо је у Делфе да би се осветио Питону који је прогонио и покушао да силује његову мајку. Нашао га је у једној ували под Парнасом и убио га стрелама, а његово тело је закопао у земљу. Тада се та земља звала Питон, а он јој је променио име у Делфи, да се за њега више никад не би чуло. Но, пророчице су га често називале — Питијама. На месту победе утемељио је и познато светилиште. У тој ували је био и извор који је емитовао паре које су помагале пророчицама да падну у транс.
Када је Зевс погодио муњом Асклепија, Аполоновог сина, због ускрснућа мртваца, Аполон је за освету убио Киклопа који је ту муњу израдио. Уместо да буде заувек прогнан у Тартар, по Зевсовој је заповести отишао у Тесалију и служио код доброг Адметa као обичан пастир. Аполон је био задивљен Адметовим гостопримством те је учинио да му све краве доносе близанце, a такође му је помогао да освоји руку принцезе Алкестије, Пелијеве кћери. Још је и уверио Мојре са га поштеде смрти (главни чланак: Адмет).
Кад се ближила зима, одвезао би се својим колима упрегнутим лабудовима у Хипербореју где влада вечно пролеће. Пролеће и лето је проводио у Делфима, а јесен и зиму у тој земљи, а каткад и на Олимпу.
Аполонов долазак на Олимп је доносио радост и добро расположење. Долазио је као вођа Муза, свирао би лиру, a нико му није био раван те би чак и Арес уздахнуо на његово свирање. Аполон и Артемида су били Зевсови миљеници, а то је био разлог љубоморе других богова.